# Handball Club de Souk Ahras
Le Handball Club de Souk Ahras est un club de handball algérien basé à Souk-Ahras. C'est une des sections les plus connues du club omnisports de l'(Entente sportive de Souk Ahras.

## Histoire
En 2009, le club accède à l'élite du handball Algérien, la Nationale 1A,.
A l'issue de la saison 2013-2014, le club est relégué.